# El General
Edgardo Armando Franco, melhor conhecido como El General, é um artista de Reggae panamenho considerado por alguns como um dos pais do reggae cantado em espanhol. Durante o início da década de 1990, ele iniciou o movimento dancehall cantado em espanhol. 
Os primeiros exemplos disso foram suas canções internacionalmente conhecidas como "Te Ves Buena" e "Tu Pun Pun". Ambas as músicas, cantadas em rap espanhol, foram muito bem-sucedidas na América do Norte. Depois de entrar no mercado comercial, muitas outros rappers que cantavam em espanhol tornaram-se famosos, como Vico C e DJ Negro. 
El General tem um estilo de dance music único, fácil de ouvir e também produziu muitas músicas bem conhecidas por toda a América latina. Seus trabalhos musicais tornaram-se populares na América latina nos últimos anos. Esse estilo é chamado Reggae en Español, que são letras de músicas em estilo dancehall e reggae na língua espanhola .

## Início de carreira
El General começou a cantar e a compor músicas com a idade de 12 anos em Río Abajo, sua cidade natal. Depois de obter uma bolsa de estudos, o jovem artista se mudou para os EUA para estudar administração de empresas, tornando-se um profissional de contabilidade.
Ele começou sua carreira musical quando tinha 19 anos de idade, e durante 17 anos, seus álbuns alcançaram discos de ouro 32 vezes e de platina 17 vezes, além de vários outros prêmios. O tipo de reggae cantado por El General no Panamá era algo muito diferente do reggae de Jamaica. Esse tipo de música popular no Panamá foi chamada de plena.
Seus maiores sucessos são as músicas "Muevelo" (1991), "Tu Pun Pun" (1988), "Rica y Apretadita" e "Te Ves Buena". Em 1992, El General recebeu o prêmio MTV para Melhor Vídeo Latino com o grande sucesso de "Muevelo", produzido por Pablo "Pabanor" Ortiz e Erick "Mais" Morillo. Em 1993, El General ganhou o Artista de Rap do Ano, Prêmio Lo Nuestro Prêmios.

## Final da carreira
Em 2004, ele anunciou sua aposentadoria da indústria da música depois de um incidente com o governo do Panamá, por causa do cancelamento de seu diplomático passaporte. No entanto, ele alegou que iria dedicar mais tempo a sua carreira como produtor e empresário. Ele realmente nunca o fez, e em vez disso, optou por voltar a ser Testemunha de Jeová, sua religião de infância, após sua aposentadoria..

## Discografia
- No Me Va a Matar (1988)
- Estás Buena (1989)
- Muevelo Con el General (1991)
- El Poder del General (1992)
- Es Mundial (1994)
- Clubb 555 (1995)
- Rapa Pan Pan (1997)
- Move It Up (1998)
- Grandes Éxitos (1998)
- Colección Original (1998)
- Serie 2000 (2000)
- Back to the Original (2001)
- IS BACK (2001)
- General De Fiesta (2002)
- El General: The Hits (2003)
- To' Rap-Eao (2003)
- La Ficha Clave (2004)